# Episodi di Diavoli (seconda stagione)
La seconda stagione della serie televisiva Diavoli (Devils), composta da otto episodi, è stata trasmessa in prima visione assoluta sul canale satellitare italiano Sky Atlantic dal 22 aprile al 13 maggio 2022. Gli episodi sono inoltre stati trasmessi in simulcast sui canali Sky Cinema Uno e Sky Cinema 4K.
| nº | Titolo originale | Titolo italiano | Prima TV Italia |
| -- | ---------------- | --------------- | --------------- |
| 1  | Episode 1        | Episodio 1      | 22 aprile 2022  |
| 2  | Episode 2        | Episodio 2      | 22 aprile 2022  |
| 3  | Episode 3        | Episodio 3      | 29 aprile 2022  |
| 4  | Episode 4        | Episodio 4      | 29 aprile 2022  |
| 5  | Episode 5        | Episodio 5      | 6 maggio 2022   |
| 6  | Episode 6        | Episodio 6      | 6 maggio 2022   |
| 7  | Episode 7        | Episodio 7      | 13 maggio 2022  |
| 8  | Episode 8        | Episodio 8      | 13 maggio 2022  |

## Episodio 1
- Diretto da: Nick Hurran
- Scritto da: Frank Spotnitz e James Dormer

### Trama
Cinque anni dopo gli eventi della prima stagione, Massimo Ruggero è il CEO della NYL, e riesce a portare investitori cinesi nella sua banca. Il suo vecchio ruolo, quello di Head of Trading, è ricoperto dall'abilissima cinese Wu Zhi, e insieme hanno le sorti dei profitti della NYL appesi all' esito del referendum sulla Brexit. Dominic Morgan, ex mentore di Massimo, si è rifatto una vita divorziando da sua moglie Nina e ha fondato una banca sua. Cerca tramite essa di acquisire società tecnologiche nel mirino di magnati cinesi. Assume Nadja Wojcik, una strana ragazza, genio della matematica, conosciuta dopo aver assistito a Seoul una partita di go tra il campione in carica, venir battuto da un software, e allerta Massimo di una presunta guerra geopolitica tra Cina ed America. Il giovane CEO però stenta a credergli, visti i trascorsi tra i due. Massimo ritiene Dominic ancora responsabile non solo delle disavventure che ha dovuto subire quando era ancora il capo dei traders, ma soprattutto della morte di Sofia, dalla quale non è ancora riuscito a riprendersi.
- Guest star: Michael Nouri (Jeremy Stonehouse), Marina Maximilian (Rebecca Farmer), Ken Stott (Professor Philip Wade), Paul Chowdhry (Kalim Chowdrey), Simona Zivkovska (Latoyah), Manjinder Virk (Agnes Sharma), Brendan Patricks (Anthony Ellams), Andrea Di Casa (Mario).

## Episodio 2
- Diretto da: Nick Hurran
- Scritto da: Frank Spotnitz

### Trama
Massimo, Oliver, Eleanor e Wu Zhi indagano sulle conseguenze della Brexit e la prematura scomparsa di Kalim. Ai suoi funerali, il giovane CEO si intrufola nella sua stanza e fotografa via smartphone alcune informazioni riguardo ad una App di tracciabilità alla quale Kalim lavorava da tempo, prima di morire.  Viene poi allertato da Dominic che la guerra sui dati è ormai iniziata, ed invitato di nuovo ad allearsi con lui, se non vuole vedere altre vittime sul suo groppone dopo Kalim. Dominic prova a impedire alla NYL e al suo Chief Strategy Officer, Cheng Liwei, di acquisire una app di social media, responsabile del conflitto geopolitico gia avviato. Massimo riesce a tradurre le informazioni lasciate da Kalim in urdo attraverso un connazionale di questi che frequenta la sua stessa palestra, dove il CEO è solito recarsi tutte le sere, dopo il lavoro. Da qui inizia a scoprire il segreto di un programma di sorveglianza cinese nel traffico dei dati, mentre Dominic fa visita a un inaspettato alleato per riuscire a portare il suo ex allievo dalla sua parte, e vincere la guerra.
- Guest star: Michael Nouri (Jeremy Stonehouse), Paul Chowdhry (Kalim Chowdrey), Simona Zivkovska (Latoyah), Ralph Palka (Mikael Korhonen), Marina Maximilian (Rebecca Farmer), Lars Mikkelsen (Daniel Duval), Harry Michell (Paul McGuinnan), Aidan Cheng (Carl Wong), Brendan Patricks (Anthony Ellams), Andrea Di Casa (Mario), Tommaso Basili (Pietro Marchesi), Jacopo Olmo Antinori.

## Episodio 3
- Diretto da: Nick Hurran
- Scritto da: James Dormer

### Trama
Dominic convince Massimo sul coinvolgimento della Brexit e crescono i sospetti su Liwei e Wu Zhi, con la quale il giovane CEO ha una relazione sentimentale. Massimo cerca così di affondare la sua stessa banca facendole saltare un affare ai magnati cinesi riguardo all'acquisto di una società di enorme potenzialità strategica. Eleanor intanto non riesce a rintracciare Damian Curtis, lo sviluppatore dell'app di tracciamento che aveva portato la NYL a scommettere sulla vittoria del Remain al referendum sulla Brexit, mentre Oliver prima annuncia a Massimo l'addio alla NYL per diventare Head Of Trading alla Durings Bank, facendo adirare parecchio il CEO, per poi perdere l'offerta di lavoro dopo che la banca è venuta a sapere che in passato si faceva pagare per sostenere esami all'università al posto di altri studenti. Liwei, persa l'opportunità di acquistare la società, a favore di Dominic, inizia ad avere sospetti su Massimo, e riesce a convincere Wu Zhi a tradire quest' ultimo. La voce si sparge subito ai piani alti della NYL e Jeremy Stonehouse licenzia Massimo su due piedi, reo di aver danneggiato la banca per la quale lavora, oltre alla relazione che aveva allacciato con Wu Zhi, che viola il regolamento di assoluto divieto di una relazione sentimentale tra colleghi. Licenziato, Massimo scopre che anche Daniel Duval lavora per Dominic, poi torna dal suo mentore per lavorare alla sua SPAC ed allearsi con lui.
- Guest star: Michael Nouri (Jeremy Stonehouse), Marina Maximilian (Rebecca Farmer), Lars Mikkelsen (Daniel Duval), Manjinder Virk (Agnes Sharma), Aidan Cheng (Carl Wong), Tommaso Basili (Pietro Marchesi), Andrea Di Casa (Mario), Simona Zivkovska (Latoyah), Kevin Shen (Li Bolin), Brendan Patricks (Anthony Ellams), Paul Chowdhry (Kalim Chowdrey), Jacopo Olmo Antinori.

## Episodio 4
- Diretto da: Nick Hurran
- Scritto da: Naomi Gibney

### Trama
Dominic nomina Massimo CEO della sua SPAC e gli presenta le altre sue collaboratrici, le investitrici Carolina Elsher e Rebecca Farmer, più Nadja Vojcik, prodigio della matematica. In seguito Massimo cerca di strappare alla NYL Oliver ed Eleanor, per portarli con lui nella sua nuova banca, ma questi prendono tempo per decidere. Alla NYL Cheng Liwei è il nuovo Ceo, lasciando il suo vecchio ruolo di Chief Of Strategy, ad Oliver, che accetta. Eleanor ottiene quello di Senior Analist, lasciato vacante da Kalim, ma sceglie di soppiatto di allearsi con Massimo. Il suo tradimento viene scoperto da Pietro Marchesi, fondatore di Flamestar. Dominic punta all' acquisizione di quest'ultima, più un altro affare da strappare ai finanziatori cinesi, una centrale nucleare in territorio britannico condotta da questi ed i francesi. Dopo aver ricevuto i documenti da Eleanor, Massimo trova una falla nell'accordo per la centrale nucleare. Nadya scova lo stesso problema: le coperture finanziarie per i rischi ambientali della centrale sono troppo basse. Così decide di far trapelare l'informazione su Flamestar, dando il via a una protesta degli ambientalisti. Wu Zhi scopre di essere incinta. Massimo si reca da Amina, vedova di Kalim, per saperne di più su Damian Curtis. La donna ammette di non conoscerlo affatto, ricordando solo che questi aveva acquistato insieme al suo defunto marito, un vecchio capanno isolato nello Hampshire.  Massimo si reca sul posto per trovarlo già morto, impiccato ad un albero fuori dal capanno.
- Guest star: Michael Nouri (Jeremy Stonehouse), Marina Maximilian (Rebecca Farmer), Ken Stott (Professor Philip Wade), Lars Mikkelsen (Daniel Duval), Simona Zivkovska (Latoyah), Kevin Shen (Li Bolin), Aidan Cheng (Carl Wong), Tommaso Basili (Pietro Marchesi), Syama Rayner (Julie).

## Episodio 5
- Diretto da: Jan Maria Michelini
- Scritto da: James Dormer

### Trama
Dopo aver scoperto il corpo di Damian Curtis, Massimo sospetta sempre più di Cheng Liwei e chiede a Dominic di poter accedere al suo computer tramite lo spyware che ha installato sui server della NYL per provare a risolvere l'enigma dell'ultimo messaggio mandato da Kalim prima di venire ucciso. Alla NYL i sospetti continuano a concentrarsi invece su Eleanor, che viene accusata di aver fatto la spia per Massimo. La scoperta dello spyware nei sistemi, però, sembra poterla salvare dalla denuncia. Viene tuttavia licenziata in punta di piedi, come Massimo prima di lei, e lo raggiunge come collega alla SPAC, tornando così anche lei alle dipendenze di Dominic Morgan. Prima di congedarsi dalla NYL scopre per stessa confessione di Wu Zhi che è stata lei stessa a non denunciarla dopo la scoperta dello spyware, pur sapendo del tradimento a favore di Massimo. Il giovane CEO intanto lavora sul 5G, ma un incidente in cui è morto un ciclista,Charles Edwards, sembra diventare prioritario. L'uomo è un sondaggista, e aveva infatti con sé un codice d'accesso, secondo Dominic è quello per arrivare al tesoro di Satoshi Nakamoto, inventore del bitcoin, e anche in questo caso, dietro quest'altra morte, ci sarebbero i cinesi. Successivamente incontra Zhi. L'incontro non è tra i più amichevoli: Massimo continua a tenerla in allerta da Liwei, ma ella continua tuttavia a difenderlo e finiscono per litigare, con la trader cinese che non riesce ad informare il suo ex amante sulla gravidanza. Anche Nadja si offre di aiutare Massimo a trovare Nakamoto e arriva ad ultimare la cresima, con Dominic ad accompagnarla alla celebrazione. Massimo riesce ad avere un colloquio con la figlia di Nakamoto, e nel mentre riceve una telefonata da Oliver, che accusa Dominic come mandante dell'omicidio di Damian Curtis. Massimo lo difende ribattendo che il suo capo non ha un movente, Oliver si ed è quello di aver trovato nel pc della collega di Damian, lo stesso spyware con cui Dominic spiava la NYL. Massimo inizia così a dubitare di Dominic e all' appuntamento con la figlia di Nakamoto, le suggerisce di far fuggire il padre. 
Il CEO ripercorre poi la strada percorsa da Kalim poco prima di venire assassinato. Capisce che il codice cifrato mandato dall'amico via SMS altri non è che il numero con sopra incise le linee delle fermate di un autobus. Giunto sul posto trova all' interno una chiave usb , lasciata da Kalim appositamente per lui mentre cercava di sfuggire ai suoi aggressori. Massimo viene inseguito proprio da questi ultimi appena trovato la chiavetta, riuscendo a scamparla, ma solo perché durante l'inseguimento viene travolto da un'auto in corsa.
- Guest star: Michael Nouri (Jeremy Stonehouse), Marina Maximilian (Rebecca Farmer), Simona Zivkovska (Latoyah), Aidan Cheng (Carl Wong), Lars Mikkelsen (Daniel Duval), Paul Chowdhry (Kalim Chowdrey), Manjinder Virk (Agnes Sharma), Harry Michell (Paul McGuinnan).

## Episodio 6
- Diretto da: Jan Maria Michelini
- Scritto da: Naomi Gibney

### Trama
Massimo viene dimesso dopo l'incidente, torna al lavoro e deve occuparsi di frenare un accordo tra British Telecom e Huawei che permetterebbe alla Cina di mettere le mani sul 5G in Europa. Gli è stata rubata la chiavetta usb di Kalim mentre era covalescente in ospedale, e sospetta di Dominic come artefice del furto. A sottrargliela però è stata Nadja, che l'ha nascosta in una chiesa su un angolo rialzato del confessionale. Massimo non si fida più del suo capo, e prende accordi segreti con il professor Philip Wade per far terminare la guerra geopolitica in corso, tra Cina ed America. L'idea è quella di non far uscire un vincitore tra le due nazioni.  Intanto due estranei si intrufolano nell'auto di Oliver, mentre questi è intento a pagare la babysitter per i suoi due bambini. Il più grande dei due, Carter, si accorge di loro e Oliver si reca sul posto armato di mazza da baseball, ma non trova nessuno. Wu Zhi e Massimo si rivedono per la prima volta dopo l'incidente, lei gli rivela di essere incinta e lui le confida di essere stato inseguito da due uomini quando è stato investito, aggiungendo che se si venisse a sapere della gravidanza, anche lei potrebbe rischiare la vita. Durante una riunione della SPAC di Dominic sul 5G, Rebecca Farmer nota l'assenza della Framtek tra le aziende menzionate da Massimo e suggerisce di acquisirla e chiuderla per evitare che possa intralciare i loro progetti. Dominic è d'accordo con loro. Anche Nadja sapeva della Framtek ma non ne aveva parlato con Dominic. In serata Nadja restituisce la chiavetta a Massimo. Attraverso la ragazza il CEO ha ancora più conferme del coinvolgimento di Dominic sugli omicidi di Kalim e Damian, ma solo perché è pressato da Rebecca. Il suo mentore ha aperto la sua SPAC con i soldi dell'investitrice, ed ora non riesce più a liberarsi di lei.  Congedata Nadja, Massimo si reca dalla collega di Damian per visionare il contenuto della periferica esterna. Al suo interno ci sono le prove della manipolazione dell'esito del referendum sulla Brexit. Dopo che il contenuto è stato caricato sul cloud, Daniel Duval recupera la chiavetta e chiama Dominic, che così scopre del tradimento di Nadja. Per il favore resogli però, l'ex proprietario di Subterranea, gli chiede uno sconto di pena.
- Guest star: Michael Nouri (Jeremy Stonehouse), Marina Maximilian (Rebecca Farmer), Ken Stott (Professor Philip Wade), Simona Zivkovska (Latoyah), Dylan Valentino Rizzi (Carter Harris,figlio Latoyah), Lars Mikkelsen (Daniel Duval), Paul Chowdhry (Kalim Chowdrey), Aidan Cheng (Carl Wong), Manjinder Virk (Agnes Sharma), Sara Lazzaro (Tia Widholm).

## Episodio 7
- Diretto da: Jan Maria Michelini
- Scritto da: Caroline Henry

### Trama
Nadya ha una crisi di coscienza, ha visto come Dominic muove i fili della finanza per arricchire se stesso e i suoi amici, decide di lasciare la SPAC. Dominic la incontra mentre prepara le sue cose per andarsene e i due hanno un confronto in cui Nadya avvisa Dominic della futura democratizzazione della finanza.Zhi cerca di aiutare Massimo per svelare il gioco sporco di Dominic e Rebecca, che hanno manipolato l’esito del referendum sulla Brexit e sono responsabili della morte di Kalim. Oliver, invece, decide di tradire l'amico infiltrandosi tra le sue file per fare la spia di Li Wei Cheng. Massimo e Carolina si recano a Westminster per parlare con la Commissione Europea per la Concorrenza della minaccia cinese sul 5G e la privacy dei cittadini europei. Massimo vuole convincere la Commissione ad approvare una fusione che violerebbe le norme sulla concorrenza ma fermerebbe l’avanzata dei cinesi. Massimo chiede aiuto a Carl per provare il pericolo ma Carl ha paura delle conseguenze sulla sua famiglia. Poi esortano Aikoa e Framtek a procedere con la fusione. L'affare sembra vicino a concludersi proprio mentre Chris mette gli occhi su Framtek e intima a Zhi di procedere con l'acquisizione. Massimo intanto ha incontrato Oliver e come prova di fiducia gli ha chiesto di far saltare l'acquisizione della Ellams Automotive da parte di Huang. Oliver parte per Helsinki, dove convince Korhonen ad accettare un'altra offerta, ostacolando gli affari della NYL per portare a compimento la missione affidatagli da Liwei. Liwei scopre il doppio gioco di Zhi, che nel frattempo riceve una busta minatoria con dentro gli esiti della sua ecografia. Massimo consegna la chiavetta a una reporter del Guardian, ma la chiavetta è vuota. Massimo capisce che a cancellarne il contenuto è stata Agnes, ex collega di Damian, quando ha detto di averlo caricato sul cloud.  Viene poi avvisato da Dominic del fatto che il suo piano è stato scoperto e può essere facilmente esposto, quindi è costretto a rinunciare e scappare da Londra. Prima di partire, Dominic gli dice di non aver fatto uccidere lui Kalim e Damian, quindi Massimo capisce che Rebecca è coinvolta negli omicidi. La fuga dura quattro anni, per poi venire arrestato a Milano.
- Guest star: Marina Maximilian (Rebecca Farmer), Simona Zivkovska (Latoyah), Ralph Palka (Mikael Korhonen), Aidan Cheng (Carl Wong), Paul Chowdhry (Kalim Chowdrey), Brendan Patricks (Anthony Ellams), Manjinder Virk (Agnes Sharma), Sara Lazzaro (Tia Widholm), Artjom Gilz (Anton Kozlov), Andrea Di Casa (Mario).

## Episodio 8
- Diretto da: Jan Maria Michelini
- Scritto da: Frank Spotnitz

### Trama
Massimo viene portato in tribunale, dove respinge le accuse a suo carico. Viene rilasciato con una cavigliera elettronica ma si rifiuta di vedere Zhi e la bambina, Claire, per non metterle in pericolo. Contatta Dominic e davanti a un caffè gli offre aiuto per liberarsi di Rebecca, in cambio di sola giustizia. Il Covid avanza e Massimo vi coglie un'occasione per poter fermare l'avanzata economica della Cina. Gli rivela di aver mandato Nadya nei suoi uffici, per rilevare file su chiavetta riguardanti informazioni su Rebecca, mentre Dominic era a Milano. Zhi ed Eleanor, ora alla Durings Bank,  convincono investitori arabi a inondare il mercato di petrolio facendone crollare il prezzo. La mossa costa 500 milioni alla NYL, che ora diventa ancora più dipendente dalla Cina. Anche Rebecca vede crollare le sue rendite ed è costretta a vendere le sue quote nella SPAC di Dominic, cedendole all' oligarca russo Anton Kozlov. Dominic, che sperava con l'aiuto di Massimo di liberarsi dell'investitrice, è ora alle dipendenze di quest'ultimo. Rebecca aveva gia capito le sue intenzioni da tempo e gioca d'anticipo vendendo la sua SPAC all'affarista russo. Massimo viene a sapere della mossa della donna da Dominic e deve rivedere i suoi piani. Oliver continua a lavorare per Liwei e ha divorziato da Latoya, che si ammala di Covid nel dover sostenere i turni troppo sostenuti in ospedale. Massimo spiega ai suoi alleati Eleanor, Zhi, Dominic,  il suo obiettivo: rilevare la NYL per chiudere la guerra geopolitica Cina-America e difendere i dati e la privacy dei cittadini europei e americani. Convince Carolina a coprire tutte le spese per l'operazione, e in suo aiuto è pronta anche ad accorrere Nadya, che su Flamestar ha radunato un gruppo di persone decise a finanziare l’impresa. Grazie a un gran numero di piccoli investitori, Massimo e Dominic riescono a prendere il controllo della NYL nonostante un disperato tentativo di Liwei di salvare la banca e gli interessi cinesi. Massimo viene scagionato perché le prove contro di lui sono state ottenute illegalmente. Oliver è il nuovo CEO della NYL, ma perde Latoya morta per insufficienze respiratorie a causa del Covid-19. Eleanor diventa Head of Trading, Dominic invece Chief of Strategy spodestando Liwei, che lascia la banca e torna in patria. Massimo infine può finalmente incontrare Claire e ricongiungersi a Zhi, e tre mesi dopo guida un gruppo di giovani online riuscendo finalmente a contrastare i grandi fondi che hanno da sempre controllato l'alta finanza.
- Guest star: Michael Nouri (Jeremy Stonehouse), Marina Maximilian (Rebecca Farmer), Ken Stott (Professor Philip Wade), Mehmet Günsür (principe saudita), Simona Zivkovska (Latoyah), Artjom Gilz (Anton Kozlov).